# Nazionale maschile di rugby a 15 della Jugoslavia
La nazionale di rugby a 15 della Jugoslavia (in serbo-croato Рагби репрезентација Југославије?, Ragbi representacija Jugoslavije) è la selezione di rugby a 15 che rappresentò la Jugoslavia in ambito internazionale tra il 1961 e il 1991.

## Storia
La nazionale jugoslava giocò il suo primo match internazionale nella città bosniaca di Banja Luka contro la squadra amatoriale francese. La partita si giocò dinanzi a 5000 spettatori e finì con una sconfitta per 13 a 0.
Il primo test match ebbe luogo nel 1968 contro la Romania, e il primo incontro ufficiale alla fine di quello stesso anno contro l'Italia nel corso della seconda divisione della Coppa Europa.
L'ultimo incontro fu disputato a Belgrado il 21 aprile 1991 contro la Cecoslovacchia nel corso della Coppa FIRA 1990-92.

## Statistiche
In totale, nel periodo tra il 1961 e il 1991, la nazionale jugoslava giocò 66 partite internazionali e si annoverano: 20 vittorie, 44 sconfitte e 2 pareggi con una differenza punti di 622 a 1056.
Nello stesso periodo scese in campo in 50 incontri senza valore di test match con 26 vittorie, 23 sconfitte e una differenza punti di 1142 a 699.